# Ökologische Validität
Ökologische Validität ist die empirische Gültigkeit eines psychologischen Untersuchungsbefundes für das Alltagsgeschehen. Wie mit der externen Validität ist die Übertragbarkeit und Anwendbarkeit eines durch eine Laboruntersuchung (Psychologisches Experiment, Laborexperiment) oder eine Testuntersuchung (Psychologischer Test) gewonnenen Aussage auf andere Personen und vor allem auch auf andere Situationen außerhalb des Labors (Generalisierbarkeit) gemeint. 

## Ökologische und externe Validität
Während die externe Validität eines Testergebnisses oder eines anderen Befundes (Prädiktor) in der Regel als Voraussageleistung, das heißt als statistische Korrelation mit dem in einer anderen Situation (Kriteriensituation) erhobenen Befund beschrieben wird, ist unter dem Gesichtspunkt der ökologischen Validität vor allem die grundsätzliche Frage nach der Übertragbarkeit auf den Alltag und die Lebenswelt zu stellen. Relevante Fragen in diesem Sinne sind beispielsweise:
- Inwieweit erfasst ein computergestütztes sozialpsychologisches Experiment über die Kooperation zweier Versuchspersonen (häufig Studierende der Psychologie) die Zusammenarbeit und soziale Interaktion wie sie im Alltag stattfinden?
- Hat das Ergebnis eines schriftlichen Berufseignungstests eine Gültigkeit für die tatsächliche Leistungsfähigkeit in der beruflichen Praxis?

Bereits Kurt Lewin (1927) hatte von der Lebensnähe der Feldforschung im Unterschied zur Laborforschung gesprochen. Für die Bewertung der Forschungsergebnisse ist die psychologische Strukturähnlichkeit eine wesentliche Frage. 

„Die Lebensnähe des Experiments ist nicht in der quantitativen Übereinstimmung mit der Wirklichkeit zu suchen, sondern entscheidend ist, ob beide Male wirklich der gleiche Geschehenstypus vorliegt. Handelt es sich nämlich um Geschehnisse gleicher Struktur, so ist innerhalb breiter Bereiche ein Schluss ... zulässig.“

Egon Brunswik folgte diesem Ansatz mit seiner Forderung nach repräsentativer Planung psychologischer Untersuchungen, indem er beispielsweise die Frage in den Fokus rückte, inwieweit ein experimenteller Untersuchungsplan (Forschungsdesign) mit den natürlich gegebenen Bedingungen übereinstimmt. Mit dem stärkeren Interesse an Umweltforschung und Umweltpsychologie stellte sich häufiger die Frage nach der Übertragbarkeit und Alltagsrelevanz der Laborforschung, aber auch nach der ökologischen Validität der Ergebnisse psychologischer Tests, die ja als künstliche Miniatursituationen des Anwendungsfeldes interpretiert werden können.
Im Hinblick auf die von Roger G. Barker und Mitarbeitern (1978) stammenden berühmten Forschungsarbeiten zur "ecological psychology" und "eco-behavioral science" hob Gerhard Kaminski (1988) die in ihrer Radikalität neuartige methodologische Grundposition hervor, denn die gesamte wissenschaftliche Arbeit in der Psychologie sei mit Fragen nach „ökologischer Relevanz“, „ökologischer Repräsentativität“, „ökologischer Validität“ konfrontiert und habe naturalistische Methoden zu entwickeln, um alle Arten menschlichen Verhaltens und Handelns in ihren natürlichen Lebensumgebungen zu analysieren. 
Der Begriff „ecological validity“ wurde auch von dem Soziologen Aaron Victor Cicourel verwendet, der die Gültigkeit von Interviews und Umfragen kritisch diskutierte, da die Art ihrer Beantwortung und Interpretation nicht hinreichend mit dem täglichen Leben einer Gemeinschaft übereinstimme.

## Methodologie
Die ökologische Validität psychologischer Untersuchungsergebnisse kann nicht – wie die externe Validität eines Testbefunds – direkt als Kriterienkorrelation oder in einer einzelnen Generalisierbarkeitsstudie geprüft werden. Gemeint ist die differenzierte und gründliche Bewertung von Untersuchungsergebnissen im Hinblick auf den Untersuchungsplan und die Übereinstimmung mit den speziellen Kontextbedingungen der Datenerhebung, wobei eine Anzahl von Gesichtspunkten, Schwierigkeiten und möglichen Kontrollstrategien zu bedenken sind. Daher basiert die Bewertung der ökologischen Validität vor allem auf Expertenbeurteilungen.